# Trabzonspor Kulübü 2024-2025
Questa pagina raccoglie i dati riguardanti il Trabzonspor Kulübü nelle competizioni ufficiali della stagione 2024-2025.

## Rosa
Rosa e numerazione aggiornate al 3 settembre 2024 

In corsivo i calciatori ceduti durante la stagione
| N. |                                 | Ruolo | Calciatore               |
| -- | ------------------------------- | ----- | ------------------------ |
| 1  | Turchia (bandiera)              | P     | Uğurcan Çakır (capitano) |
| 2  | Turchia (bandiera)              | D     | Rayyan Baniya            |
| 3  | Croazia (bandiera)              | D     | Borna Barišić            |
| 4  | Turchia (bandiera)              | D     | Hüseyin Türkmen          |
| 5  | Inghilterra (bandiera)          | C     | John Lundstram           |
| 6  | Francia (bandiera)              | C     | Batista Mendy            |
| 7  | Bosnia ed Erzegovina (bandiera) | C     | Edin Višća               |
| 8  | Macedonia del Nord (bandiera)   | C     | Enis Bardhi              |
| 9  | Nigeria (bandiera)              | A     | Anthony Nwakaeme         |
| 10 | Egitto (bandiera)               | A     | Trézéguet                |
| 10 | Austria (bandiera)              | C     | Muhammed Cham            |
| 11 | Turchia (bandiera)              | C     | Ozan Tufan               |
| 14 | Grecia (bandiera)               | A     | Taxiarchīs Fountas       |
| 14 | Ucraina (bandiera)              | A     | Danylo Sikan             |
| 15 | Montenegro (bandiera)           | D     | Stefan Savić             |
| 17 | RD del Congo (bandiera)         | A     | Simon Banza              |
| 18 | Turchia (bandiera)              | D     | Evren Eren Elmalı        |
| 19 | Turchia (bandiera)              | A     | Umut Bozok               |
| 20 | Turchia (bandiera)              | D     | Serkan Asan              |

| N. |                        | Ruolo | Calciatore           |
| -- | ---------------------- | ----- | -------------------- |
| 22 | Ucraina (bandiera)     | A     | Oleksandr Zubkov     |
| 23 | Turchia (bandiera)     | C     | Umut Güneş           |
| 24 | Paesi Bassi (bandiera) | D     | Stefano Denswil      |
| 25 | Turchia (bandiera)     | D     | Onuralp Çevikkan     |
| 29 | Turchia (bandiera)     | D     | Serdar Saatçı        |
| 30 | Uruguay (bandiera)     | A     | Maxi Gómez           |
| 35 | Turchia (bandiera)     | C     | Okay Yokuşlu         |
| 44 | Ucraina (bandiera)     | D     | Arsenij Batahov      |
| 54 | Turchia (bandiera)     | P     | Muhammet Taha Tepe   |
| 61 | Turchia (bandiera)     | A     | Cihan Çanak          |
| 70 | Romania (bandiera)     | A     | Denis Drăguș         |
| 74 | Turchia (bandiera)     | C     | Salih Malkoçoğlu     |
| 77 | Turchia (bandiera)     | D     | Arif Boşluk          |
| 79 | Portogallo (bandiera)  | D     | Pedro Malheiro       |
| 84 | Turchia (bandiera)     | D     | Ali Şahin Yılmaz     |
| 88 | Turchia (bandiera)     | P     | Ahmet Doğan Yıldırım |
| 90 | Turchia (bandiera)     | A     | Poyraz Yıldırım      |
| 94 | Turchia (bandiera)     | A     | Enis Destan          |
| 99 | Croazia (bandiera)     | C     | Mislav Oršić         |

## Calciomercato

### Sessione estiva
| Acquisti         | Acquisti         | Acquisti        | Acquisti                    |
| R.               | Nome             | da              | Modalità                    |
| ---------------- | ---------------- | --------------- | --------------------------- |
| A                | Muhammed Cham    | Clermont Foot   | definitivo (4 milioni €)    |
| D                | Serdar Saatçı    | Braga           | definitivo (2,5 milioni €)  |
| D                | Pedro Malheiro   | Boavista        | definitivo (2 milioni €)    |
| A                | Cihan Çanak      | Standard Liegi  | definitivo (2 milioni €)    |
| C                | Ozan Tufan       | Hull City       | definitivo (2 milioni €)    |
| D                | Arsenij Batahov  | Zorja           | definitivo (1,83 milioni €) |
| A                | Denis Drăguș     | Standard Liegi  | definitivo (1,7 milioni €)  |
| C                | Okay Yokuşlu     | West Bromwich   | definitivo (1,65 milioni €) |
| C                | John Lundstram   | Rangers         | gratuito                    |
| D                | Borna Barišić    | Rangers         | gratuito                    |
| D                | Stefan Savić     | Atlético Madrid | gratuito                    |
| A                | Anthony Nwakaeme | Al-Fayha        | gratuito                    |
| Altre operazioni |                  |                 |                             |
| R.               | Nome             | da              | Modalità                    |

| Cessioni         | Cessioni           | Cessioni         | Cessioni                |
| R.               | Nome               | a                | Modalità                |
| ---------------- | ------------------ | ---------------- | ----------------------- |
| D                | Rayyan Baniya      | Palermo          | prestito                |
| C                | Murat Cem Akpınar  | Sakaryaspor      | definitivo (419 mila €) |
| C                | Hakan Yeşil        | Pendikspor       | definitivo (307 mila €) |
| A                | Batuhan Kör        | Van Spor         | definitivo (307 mila €) |
| A                | Nicolas Pépé       | Villarreal       | gratuito                |
| A                | Taxiarchīs Fountas | OFI Creta        | gratuito                |
| D                | Thomas Meunier     | Lilla            | gratuito                |
| A                | Trézéguet          | Al-Rayyan        | prestito                |
| C                | Kerem Şen          | İstanbulspor     | prestito                |
| C                | Göktan Gürpüz      | Fatih Karagümrük | prestito                |
| A                | Maxi Gómez         |                  | svincolato              |
| Altre operazioni |                    |                  |                         |
| R.               | Nome               | da               | Modalità                |
| A                | Paul Onuachu       | Southampton      | fine prestito           |
| C                | Berat Özdemir      | Al-Ettifaq       | fine prestito           |
| D                | Filip Benković     | Udinese          | fine prestito           |
| D                | Mehmet Aydın       | Schalke 04       | fine prestito           |

### Sessione invernale
| Acquisti         | Acquisti         | Acquisti | Acquisti                 |
| R.               | Nome             | da       | Modalità                 |
| ---------------- | ---------------- | -------- | ------------------------ |
| A                | Oleksandr Zubkov | Šachtar  | definitivo (6 milioni €) |
| A                | Danylo Sikan     | Šachtar  | definitivo (6 milioni €) |
| Altre operazioni |                  |          |                          |
| R.               | Nome             | da       | Modalità                 |

| Cessioni         | Cessioni          | Cessioni | Cessioni   |
| R.               | Nome              | a        | Modalità   |
| ---------------- | ----------------- | -------- | ---------- |
| A                | Umut Bozok        | Eyüpspor | gratuito   |
| A                | Umut Bozok        | Eyüpspor | gratuito   |
| C                | Montassir Lahtimi | Kazma    | gratuito   |
| D                | Borna Barišić     | Leganés  | prestito   |
| A                | Mislav Oršić      |          | svincolato |
| Altre operazioni |                   |          |            |
| R.               | Nome              | da       | Modalità   |

## Risultati

### Süper Lig
| Sivas 11 agosto 2024, ore 19:15 UTC+2 1ª giornata | Sivasspor | 0 – 0 referto | Trabzonspor | Nuovo stadio 4 settembre (7 648 spett.)\| Arbitro: \| Aydın \| |
| Arbitro:                                          | Aydın     |               |             |                                                                |

2ª giornata : Giornata di riposo
| Arbitro: | Turkmen |

|                         |           |                            |
| Bozok 89’ Denswil 90+8’ | Marcatori | 12’ Kaldırım 63’ Boa Morte |

| Istanbul 1º settembre 2024, ore 19:15 UTC+2 4ª giornata | Eyüpspor  | 0 – 0 referto | Trabzonspor | Stadio Eyüp (3 885 spett.)\| Arbitro: \| Karaoğlan \| |
| Arbitro:                                                | Karaoğlan |               |             |                                                       |

| Arbitro: | Şansalan |

|             |           |                  |
| Yokuşlu 17’ | Marcatori | 39’ G. Fernandes |

| Gaziantep 23 settembre 2024, ore 18:00 UTC+2 6ª giornata | Gaziantep | 0 – 0 referto | Trabzonspor | Stadio Kâmil Ocak (4 921 spett.)\| Arbitro: \| Bayarslan \| |
| Arbitro:                                                 | Bayarslan |               |             |                                                             |

| Arbitro: | Umut Meler |

|                                   |           |                        |
| Višća 16’ Banza 45+4’ (rig.), 54’ | Marcatori | 24’ Demirbağ 89’ Keyta |

| Arbitro: | Sağlam |

|            |           |           |
| Sağlam 14’ | Marcatori | 48’ Banza |

| Arbitro: | Küçük |

|             |           |  |
| Višća 90+1’ | Marcatori |  |

| Arbitro: | Aydın |

|                         |           |                  |
| Solet 60’ Tijanić 90+2’ | Marcatori | 64’ (rig.) Banza |

| Arbitro: | Çakır |

|                              |           |                                   |
| Banza 59’ (rig.), 67’ (rig.) | Marcatori | 42’ Fred 75’ Džeko 90+12’ Amrabat |

| Arbitro: | Küçük |

|                                             |           |           |
| Hadžiahmetović 45+9’ David 71’ Olawoyin 80’ | Marcatori | 23’ Višća |

| Arbitro: | Türkmen |

|                                  |           |  |
| Cham 3’, 78’, 84’ Banza 50’, 54’ | Marcatori |  |

| Arbitro: | Pakkan |

|                                    |           |           |
| Hadergjonaj 44’ (rig.) Augusto 50’ | Marcatori | 8’ Drăguș |

| Arbitro: | Küçük |

|                               |           |                                |
| Banza 79’ (rig.) Nwakaeme 81’ | Marcatori | 38’ (rig.) Cafú 90+1’ Da Costa |

| Arbitro: | Sağlam |

|                                                                  |           |                          |
| Mertens 8’ Akgün 29’ Batshuayi 63’ (rig.) A. Yılmaz 90+8’ (aut.) | Marcatori | 17’, 55’ Tufan 51’ Banza |

| Arbitro: | Ergün |

|              |           |  |
| Malheiro 86’ | Marcatori |  |

| Arbitro: | Turkmen |

|                |           |           |
| Holse 30’, 75’ | Marcatori | 49’ Banza |

| Arbitro: | Aydın |

|                                           |           |  |
| Banza 21’ Malheiro 52’, 64’, 87’ Cham 70’ | Marcatori |  |

#### Girone di ritorno
| Arbitro: | Küçük |

|                                              |           |  |
| Batahov 6’ Banza 13’ Tufan 31’ Lundstram 86’ | Marcatori |  |

21ª giornata : Giornata di riposo
| Kayseri 1º febbraio 2025, ore 16:00 UTC+3 22ª giornata | Kayserispor | 0 – 0 referto | Trabzonspor | RHG Enertürk Enerji (9 674 spett.)\| Arbitro: \| Şansalan \| |
| Arbitro:                                               | Şansalan    |               |             |                                                              |

| Arbitro: | Türkmen |

|               |           |  |
| Lundstram 59’ | Marcatori |  |

| Arbitro: | Aydın |

|                                   |           |           |
| Rafa Silva 53’ Batahov 65’ (aut.) | Marcatori | 17’ Banza |

| Arbitro: | Karaoğlan |

|                              |           |                            |
| Banza 45+2’, 58’ Višća 45+6’ | Marcatori | 77’ Güler 85’ (rig.) Maxim |

| Arbitro: | Ergün |

|                     |           |  |
| Nayir 90+10’ (rig.) | Marcatori |  |

| Arbitro: | Akarsu |

|            |           |                         |
| Zubkov 42’ | Marcatori | 21’ Sağlam 65’ Massanga |

| Arbitro: | Türkmen |

|  |           |                              |
|  | Marcatori | 6’ Banza 62’ Tufan 87’ Mendy |

| Arbitro: | Şansalan |

|            |           |            |
| Zubkov 32’ | Marcatori | 31’ Rômulo |

| Arbitro: | Turkmen |

|                                           |           |              |
| Talisca 51’ (rig.), 64’, 77’ Škriniar 60’ | Marcatori | 45+4’ Drăguș |

| Arbitro: | Çağdaş Altay |

|                 |           |  |
| Zubkov 15’, 21’ | Marcatori |  |

| Arbitro: | Taşkınsoy |

|  |           |           |
|  | Marcatori | 45’ Banza |

| Arbitro: | Şansalan |

|                                      |           |                                        |
| Zubkov 7’ Sikan 17’, 38’ Banza 45+5’ | Marcatori | 27’ Córdova 45’ Hadergjonaj 52’ Šporar |

| Arbitro: | Umut Meler |

|          |           |           |
| Kara 18’ | Marcatori | 47’ Sikan |

| Arbitro: | Karaoğlan |

|  |           |                         |
|  | Marcatori | 66’ Bardakcı 84’ Morata |

| Arbitro: | Altay |

|               |           |                 |
| Antalyalı 12’ | Marcatori | 76’ (rig.) Cham |

| Arbitro: | Ergün |

|                   |           |                       |
| Malheiro 86’, 88’ | Marcatori | 27’ Kılınç 89’ Marius |

| Arbitro: | Yılmaz |

|  |           |                          |
|  | Marcatori | 55’ Zubkov 57’ Lundstram |

### Coppa di Turchia

#### Fase a gironi
| Arbitro: | Karaoğlan |

|                                  |           |  |
| Višća 51’ Banza 58’ Nwakaeme 69’ | Marcatori |  |

| Arbitro: | Yılmaz |

|                |           |                        |
| Beşir 27’, 55’ | Marcatori | 50’ Batahov 70’ Destan |

| Arbitro: | Öztürk |

|                                                      |           |                                      |
| Lundstram 14’ Višća 41’ Mendy 45’ Cham 59’ Banza 83’ | Marcatori | 63’ (rig.) Jurečka 89’ Højer Nielsen |

#### Quarti di finale
| Arbitro: | Küçük |

|                                    |           |                       |
| Banza 3’ Eskihellaç 22’ Zubkov 98’ | Marcatori | 15’ Seferi 20’ Bardhi |

#### Semifinale
| Arbitro: | Aydın |

|                      |           |  |
| Tufan 78’ Zubkov 89’ | Marcatori |  |

#### Finale
| Arbitro: | Aydın |

|                            |           |  |
| Yılmaz 5’ Osimhen 46’, 62’ | Marcatori |  |

### UEFA Europa League

#### Turni preliminari
| Arbitro: | Bastian Dankert |

|  |           |                           |
|  | Marcatori | 39’ Trezeguet 90+1’ Çanak |

| Arbitro: | Nenad Minaković |

|            |           |  |
| Drăguș 65’ | Marcatori |  |

| Arbitro: | Kristo Tohver |

|  |           |           |
|  | Marcatori | 67’ Grgic |

| Arbitro: | Manfredas Lukjančukas |

|                    |           |  |
| Seidl 77’ Lang 87’ | Marcatori |  |

### UEFA Conference League

#### Spareggi
| San Gallo 22 agosto 2024, ore 21:00 CEST Spareggi - Andata | San Gallo       | 0 – 0 referto | Trabzonspor | Kybunpark (16 291 spett.)\| Arbitro: \| Miguel Nogueira \| |
| Arbitro:                                                   | Miguel Nogueira |               |             |                                                            |

| Arbitro: | Andris Treimanis |

|                                        |                      |                                       |
| Destan 52’                             | Marcatori            | 31’ Schmidt                           |
| Denswil Trézéguet Barišić Drăguș Savić | Tiri di rigore 4 – 5 | Milošević Vallçi Cissé Toma Ambrosius |

## Statistiche finali

### Statistiche di squadra
| Competizione      | Punti | In casa | In casa | In casa | In casa | In casa | In casa | In trasferta | In trasferta | In trasferta | In trasferta | In trasferta | In trasferta | Totale | Totale | Totale | Totale | Totale | Totale | DR  |
| Competizione      | Punti | G       | V       | N       | P       | Gf      | Gs      | G            | V            | N            | P            | Gf           | Gs           | G      | V      | N      | P      | Gf     | Gs     | DR  |
| ----------------- | ----- | ------- | ------- | ------- | ------- | ------- | ------- | ------------ | ------------ | ------------ | ------------ | ------------ | ------------ | ------ | ------ | ------ | ------ | ------ | ------ | --- |
| Süper Lig         | 48    | 18      | 10      | 5       | 3       | 40      | 22      | 18           | 3            | 7            | 8            | 18           | 23           | 36     | 13     | 12     | 11     | 58     | 45     | +13 |
| Coppa di Turchia  | -     | 4       | 4       | 0       | 0       | 13      | 4       | 1            | 0            | 1            | 0            | 2            | 2            | 6      | 4      | 1      | 1      | 15     | 9      | +6  |
| Europa League     | -     | 2       | 1       | 0       | 1       | 1       | 1       | 2            | 1            | 0            | 1            | 2            | 2            | 4      | 2      | 0      | 2      | 3      | 3      | 0   |
| Conference League | -     | 1       | 0       | 1       | 0       | 1       | 1       | 1            | 0            | 1            | 0            | 0            | 0            | 2      | 0      | 2      | 0      | 1      | 1      | 0   |
| Totale            | -     | 25      | 15      | 6       | 4       | 55      | 28      | 22           | 3            | 9            | 10           | 22           | 27           | 48     | 19     | 15     | 14     | 77     | 58     | +19 |

### Andamento in campionato
| Giornata  | 1  | 2 | 3  | 4  | 5  | 6  | 7  | 8  | 9 | 10 | 11 | 12 | 13 | 14 | 15 | 16 | 17 | 18 | 19 | 20 | 21 | 22 | 23 | 24 | 25 | 26 | 27 | 28 | 29 | 30 | 31 | 32 | 33 | 34 | 35 | 36 | 37 | 38 |
| --------- | -- | - | -- | -- | -- | -- | -- | -- | - | -- | -- | -- | -- | -- | -- | -- | -- | -- | -- | -- | -- | -- | -- | -- | -- | -- | -- | -- | -- | -- | -- | -- | -- | -- | -- | -- | -- | -- |
| Luogo     | T  | - | C  | T  | C  | T  | C  | T  | C | T  | C  | T  | C  | T  | C  | T  | C  | T  | C  | C  | -  | T  | C  | T  | C  | T  | C  | T  | V  | T  | V  | T  | V  | T  | C  | T  | C  | T  |
| Risultato | N  | - | N  | N  | N  | N  | V  | N  | N | P  | P  | P  | V  | P  | N  | P  | P  | V  | V  | V  | -  | N  | V  | P  | V  | P  | P  | V  | N  | P  | V  | V  | V  | N  | P  | N  | N  | V  |
| Posizione | 10 | - | 14 | 13 | 12 | 14 | 10 | 10 | 8 | 9  | 11 | 13 | 10 | 12 | 13 | 15 | 13 | 14 | 10 | 9  | -  | 11 | 9  | 9  | 8  | 9  | 11 | 9  | 10 | 11 | 10 | 7  | 7  | 8  | 9  | 8  | 7  | 7  |

Legenda:

Luogo: C = Casa; T = Trasferta. Risultato: V = Vittoria; N = Pareggio; P = Sconfitta.